# Czerwone Gitary
Czerwone Gitary („chitarele roșii”) este o formație de muzică pop și rock din Polonia. 
Formația a fost înființată în 1965 și a făcut turnee în Polonia, Cehoslovacia, Ungaria, SUA, Germania, Uniunea Sovietică) etc.
Supranumiți uneori „Beatles ai Poloniei”, Czerwone Gitary a debutat în formulă de cvartet. În primii 6 ani de existență au vândut peste 3 milioane de discuri.

## Membri
- Jerzy Kossela (chitară, vocal, membru fondator, lider, plecat în 1967, reîntors în 1991)
- Henryk Zomerski (chitară bas, membru fondator, plecat în; reîntors în 1999 până la deces în 2011)
- Bernard Dornowski (chitară, chitară bas, unul dintre membrii fondatori, fost membru Blue & Black; plecat în 1999)
- Jerzy Skrzypczyk (tobe, unul dintre membrii fondatori)
- Krzysztof Klenczon (chitară, unul dintre membrii fondatori; plecat în 1970)
- Seweryn Krajewski (chitară bas, chitară, l-a înlocuit pe Zomerski în december 1965; plecat în 1997)
- Dominik Kuta (în 1970)
- Ryszard Kaczmarek (1971–1975)
- Jan Pospieszalski (chitară, 1976–1980)
- Wojciech Hoffman (chitară, 1997–2000)
- Arkadiusz Malinowski (chitară, chitară bas, 1999–2002)
- Dariusz Olszewski (2000–2003)
- Mieczysław Wądołowski (chitară, vocal, din 1997)
- Marek Kisieliński (chitară, din 2003)
- Arkadiusz Wiśniewski (chitară, chitară bas, vocal, din 2002)

## Unele hituri (cu titlul și în limba engleză)
- Nie mów nic (Say Nothing)

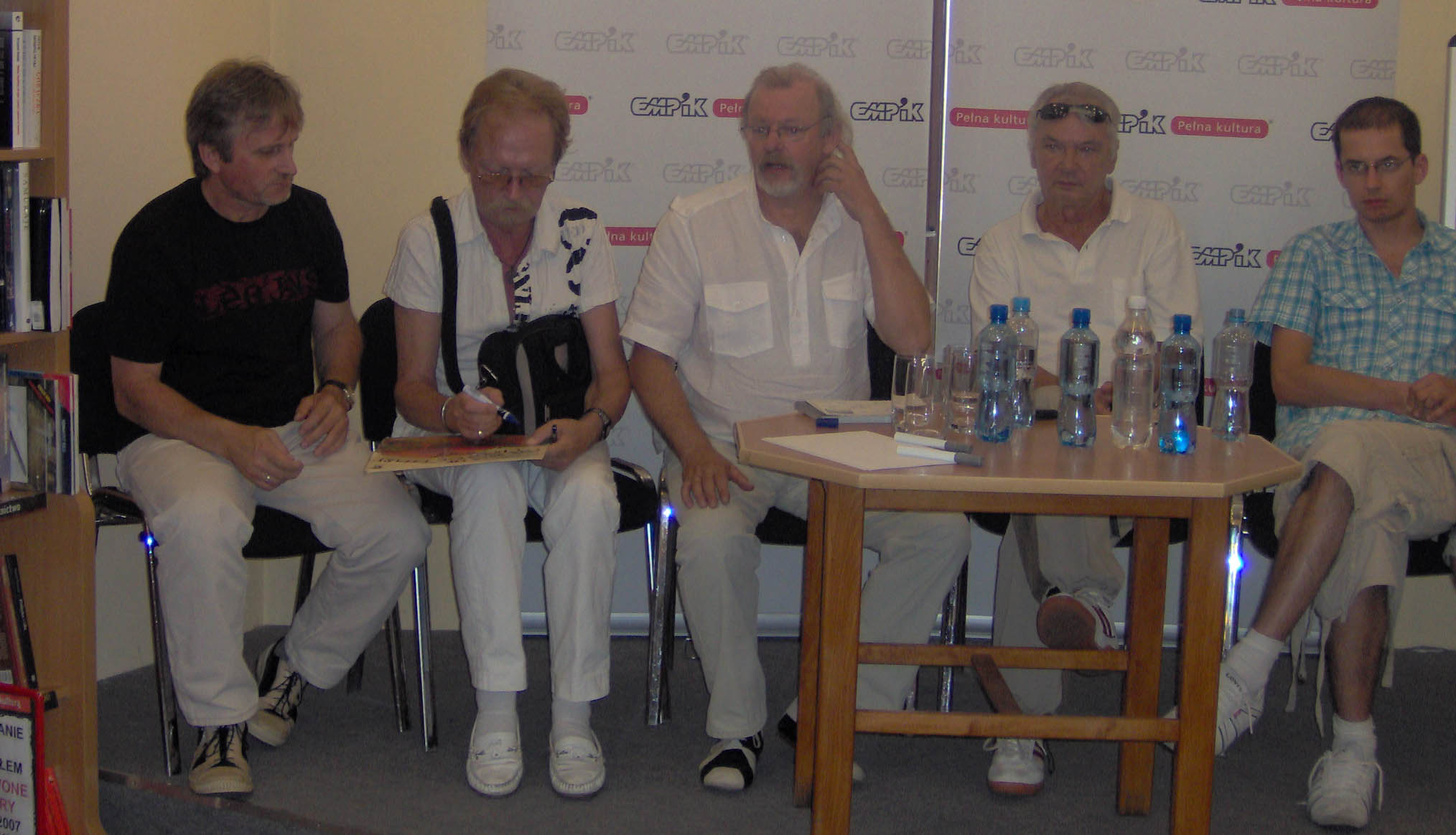
În 2007

- Nie zadzieraj nosa (Don’t Be Stuck Up)
- Historia jednej znajomosci (A Story Of A Relationship)
- Matura (A-Levels)
- Co za dziewczyna (What A Girlfriend)
- Stracić kogoś (Losing Someone)
- Takie ładne oczy (What Pretty Eyes)
- Dozwolone do lat 18-tu (Permitted Until Eighteen)
- Kwiaty we włosach (Flowers In The Hair)
- Anna Maria (Anne Marie)
- Biały krzyż (The White Cross)
- Płoną góry, płoną lasy (Mountains Burn, Forests Burn)
- Niebo z moich stron (The Sky Where I'm From)
- Ciągle pada (It Keeps Raining)
- Dzień jeden w roku (The One Day In A Year)
- Nie spoczniemy (We Won't Rest)
- Remedium (The Remedy)
- Polska To My (Poland, That's Us)

## Albume
Czerwone Gitary au scos 82 albume. Printre ele se numără:
- To właśnie my (1966)
- Czerwone Gitary 2 (1967)
- Czerwone Gitary 3 (1968)
- Na fujarce (1970)
- Spokój serca (1971)
- Consuela (in German, 1971)
- Rytm Ziemi (1974)
- Dzień jeden w roku (1976)
- Port piratów (1976)
- Rote Gitarren (in German, 1978)
- ...jeszcze gra muzyka (1998)
- OK (2005)
- Historia jednej znajomości... (2007)